# Digrihóll
Digrihóll är en kulle i republiken Island. Den ligger i regionen Austurland, 300 km öster om huvudstaden Reykjavík. Toppen på Digrihóll är 681 meter över havet. Digrihóll ingår i Álftavatnshæðir.
Trakten runt Digrihóll är nära nog obefolkad, med mindre än två invånare per kvadratkilometer. Det finns inga samhällen i närheten. Trakten runt Digrihóll består i huvudsak av gräsmarker.